# Daniel Fleeman
Daniel Christopher Fleeman (Burton upon Trent, 3 oktober 1982) is een Brits voormalig professioneel wielrenner. Hij werd in 2007 prof bij DFL-Cyclingnews-Litespeed. Sinds 2011 rijdt Fleeman weer in het amateurpeloton.

## Belangrijkste overwinningen
2004
 Brits kampioen op de weg, Beloften
2008
Eindklassement Ronde van de Pyreneeën
2017
Rutland-Melton Cicle Classic

## Resultaten in voornaamste wedstrijden
| Jaar | Ronde van Lombardije |
| ---- | -------------------- |
| 2009 | 55e                  |

## Ploegen
- 2007 –  DFL-Cyclingnews-Litespeed
- 2008 –  An Post-M.Donnelly-Grant Thornton-Sean Kelly Team
- 2009 –  Cervélo TestTeam
- 2010 –  Team Raleigh
- 2011 –  Team Raleigh

M.Cassidy · De Schrooder · Dunworth · Fleeman · Folkesson · Gallagher · Lisabeth · Lloyd · McLaughlin · Müller · O'Brien · Speirs · Stofferis · van Kuik
Cuesta · Deignan · Fleeman · Florencio · Gerrans · Gómez Marchante · Hammond · Haussler · Hoestov · Hunt · Hushovd · King · Klier · Konovalovas · Lancaster · Lloyd · Novoa · Pauwels · Pujol · Rasch · Reimer · Rollin · Roulston · Sastre · Wyss · Appollonio (stagiair)
Appleby · Barras · Cuming · Fleeman · Handley · Holohan · Shand · Smith · Stewart
Cronshaw · Fleeman · Gee · Handley · Holohan · Janssen · Jones · Kipling · Le Bellec · Mooney · Parnes · Sparling